# Złota 44

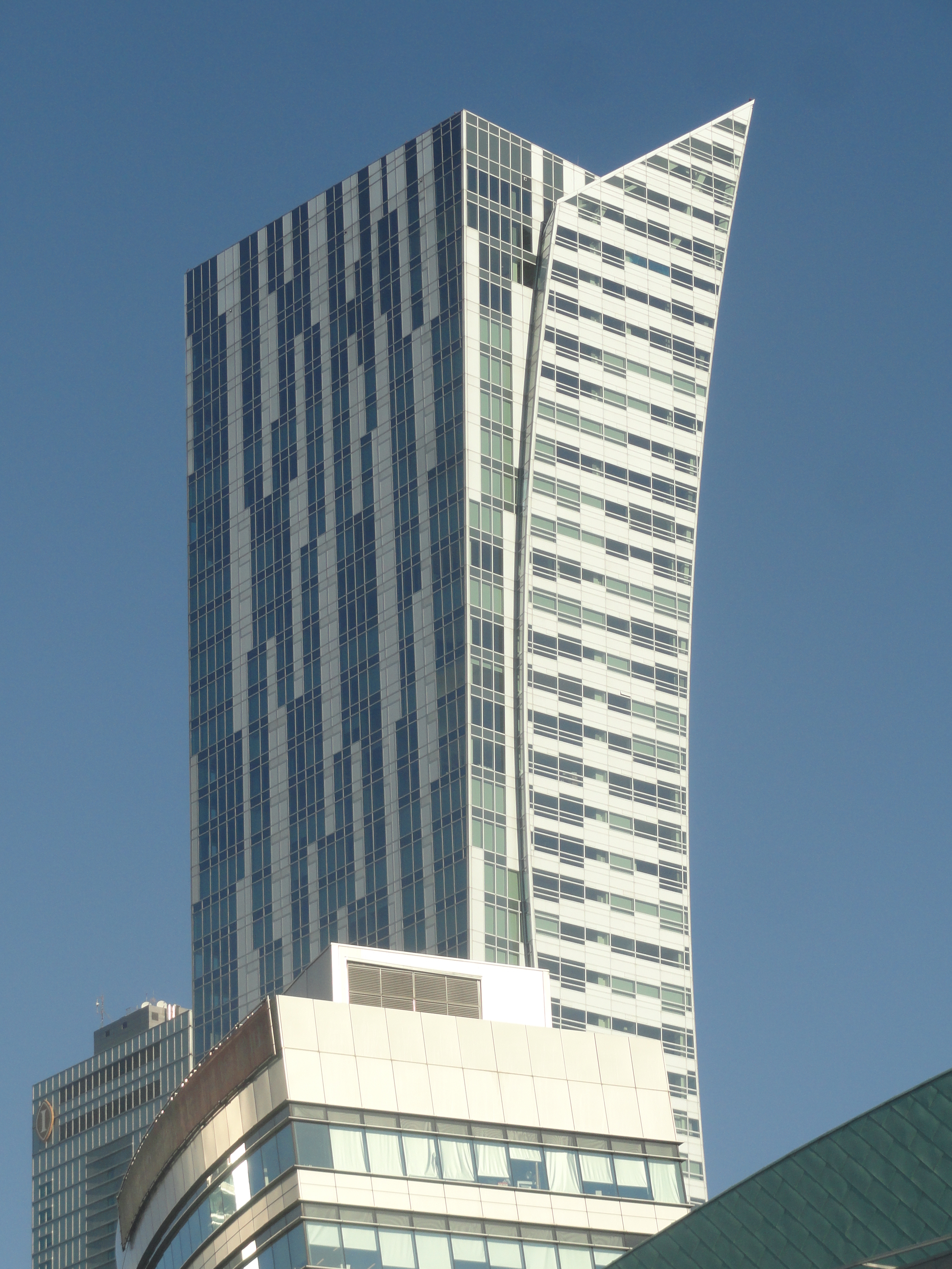
Złota 44 (2018)

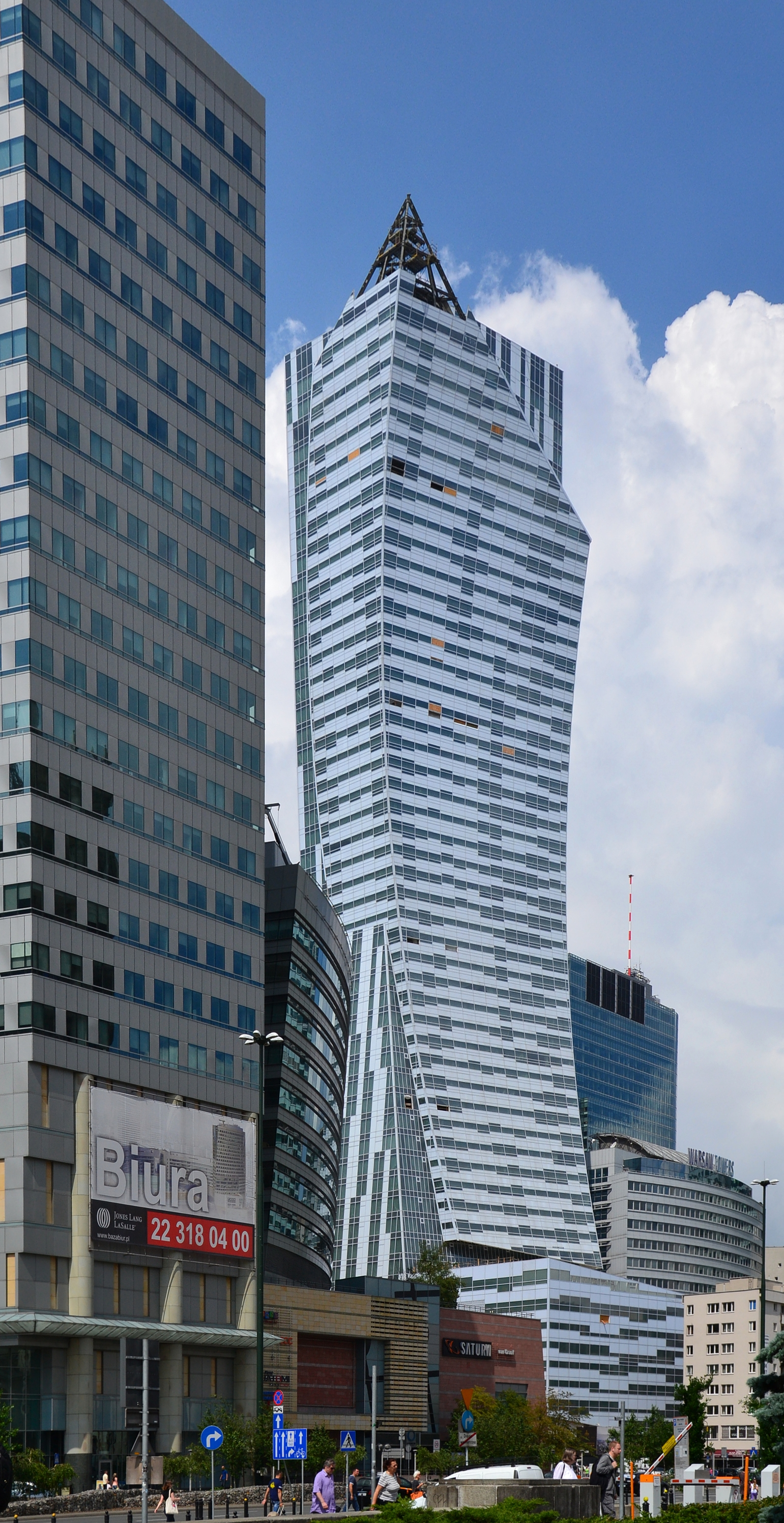

Złota 44 is een wolkenkrabber in de Poolse hoofdstad Warschau. De wolkenkrabber is 192 meter hoog en werd ontworpen door Daniel Libeskind.
De naam van het gebouw komt van het adres aan de Złota ("Gouden") Straat. Złota 44 ligt naast het Paleis van Cultuur en Wetenschap, ooit het hoogste gebouw in Polen (237 m), en het winkelcentrum Złote Tarasy. 
Złota 44 is een van de hoogste residentiële bouwwerken in Polen. De luxueus uitgevoerde wolkenkrabber van 52 verdiepingen bevat 287 appartementen.  De appartementen bevinden zich tussen de 9e en 52e verdieping. Volledig afgewerkte appartementen werden aangeboden in negen interieurontwerpvarianten en vier maten: eenheden met één slaapkamer (van 62 tot 70 vierkante meter), middelgrote eenheden (90 tot 120 vierkante meter), grotere appartementen (140 tot 250 vierkante meter) en penthouses (die meer dan 1000 vierkante meter kunnen bedragen, met een optie voor hele verdiepingen). Een conciërge staat ter beschikking van de bewoners.
Op een recreatieverdieping bevindt zich een 25 meter zwembad, hot tub, massageruimtes, Finse sauna, stoombad en terras. De verdieping beschikt ook over een eigen bioscoop, golfsimulator, speelkamer voor kinderen en conferentiezalen.